# Lampetra macrostoma
Lampetra macrostoma är en ryggsträngsdjursart som beskrevs av Beamish 1982. Lampetra macrostoma ingår i släktet Lampetra och familjen nejonögon. Inga underarter finns listade i Catalogue of Life.